# Gaißau
Gaißau är en ort och kommun i distriktet Bregenz i förbundslandet Vorarlberg i Österrike. Kommunen ligger mellan Bodensjön och Alter Rheinlauf, floden Rhens ursprungliga flöde mot Bodensjön. Orten Gaißau omges på tre sidor av Schweiz. 